# 赤松則房
赤松則房（1559年—1598年）為日本戰國時代到安土桃山時代的武將、大名，是從室町時代就擔任播磨國守護的赤松氏的當主。赤松義祐之子，赤松則英之父。
雖然赤松氏到了戰國時代已經逐漸衰退，但則房利用舊守護家的權威，在播磨國保持著一定的影響力。在羽柴秀吉奉織田信長之命、率領中國地方遠征軍前來時降伏，成為秀吉的家臣。天正11年（1583年）、曾參加賤岳之戰。之後也參與小牧·長久手之戰、征討四國、朝鮮出兵等戰爭，而得秀吉賞賜播磨國置鹽和阿波國住吉各1萬石俸祿。慶長3年（1598年）、過世。

## 逸話
赤松氏從以前就是名門，因此秀吉稱呼他為置鹽殿、比起其他同樣降伏的大名更為看重。只是，和洋洋灑灑的參戰紀錄相比，留下的資料卻很少。因此有著各種猜測，有些也被使用在小說等作品。在阿波住吉的動態成謎，也有人認為他與兒子則英其實是同一人。

## 相關作品
小說
- 伊藤信夫『幻の水軍─赤松一族の消散』作品社、1997年4月。

## 關聯項目
- 赤松氏
- 置鹽城